# Tekken 6: Bloodline Rebellion
Tekken 6: Bloodline Rebellion (鉄拳6 ブラッドライン リベリオン) es la actualización de Tekken 6 de la saga de videojuegos del género de lucha Tekken. 
Fue lanzado únicamente en las máquinas arcade el 18 de diciembre de 2008 en Japón. Las versiones de consola de Tekken 6 se basan en esta edición.

## Trama
Después de la victoria de Jin Kazama contra su bisabuelo, Jinpachi Mishima , en el anterior Torneo Rey del Puño de Hierro, ahora es el nuevo jefe de las fuerzas especiales de Mishima Zaibatsu. Jin utiliza los recursos de la compañía para declarar la independencia, convertirse en una superpotencia mundial, romper sus lazos nacionales y declarar abiertamente la guerra a todas las naciones durante el año siguiente.  
Esta acción sumerge al mundo en una espiral extremadamente caótica, con una guerra civil a gran escala que estalla en todo el mundo e incluso entre las colonias espaciales que orbitan el planeta. Mientras tanto, Kazuya Mishima , el padre de Jin, quien se ha convertido en líder de G Corporation, otorga una recompensa por la cabeza de su hijo. En represalia, Jin anuncia el sexto Torneo del Rey del Puño de Hierro para atraer a Kazuya.
Mientras la guerra continúa estallando, el líder de campo de la Fuerza Tekken de Mishima Zaibatsu, Lars Alexandersson , se ha rebelado del ejército junto con varios de sus soldados. Sin embargo, Lars pierde la memoria durante un ataque de la Corporación G y pasa algún tiempo recuperándola.  
Acompañado por una androide, Alisa Bosconovitch , Lars se aventura por todo el mundo, evitando la persecución de Mishima Zaibatsu por él mientras intenta recuperar su pasado. Finalmente se revela que Lars es en realidad el hijo ilegítimo de Heihachi Mishima , quien se ha escondido desde su supuesta desaparición en el último torneo, y ha estado tratando de quitarle lael Mishima Zaibatsu de las manos ade Jin.  
Después de entrar en contacto con varios aliados, incluido su hermano adoptivo, Lee Chaolan , Lars se enfrenta a la Corporación G y la sede de Mishima Zaibatsu. Jin revela que había enviado a Alisa a espiar las acciones de Lars todo el tiempo. Al desactivar el modo seguro de Alisa, Lars se ve obligado a enfrentarse a su excompañeraexcompañero de equipo, quien se va con Jin a Egipto. 
Con la ayuda de uno de sus aliados, Raven , Lars va a Egipto. Conoce a una astróloga llamada Zafina que les proporciona información sobre el choque de dos estrellas malignas que despertarán a un antiguo mal que destruirá el mundo. Este malvado, Azazel, es un monstruo demoníaco responsable de dar a luz al Devil Gene y actualmente está atado en un templo antiguo. Lars se enfrenta a su medio hermano Kazuya frente a la puerta que conduce a la cámara de Azazel y pelea con él. 
Lars y Raven entran en la cámara y se enfrentan a Azazel, a quien aparentemente derrotan. Fuera del templo, Lars se enfrenta a su medio sobrino Jin, quien admite que su razón para iniciar la guerra fue despertar a Azazel y destruirlo, liberando al mundo de una amenaza mayor que la guerra misma. Además, al hacer esto, se liberaría del gen del diablo, ya que Azazel solo puede tener una forma física a través de las energías negativas del mundo. 
Revelando que Azazel solo puede ser destruido por alguien con el Gen del Diablo, Jin confronta y ataca al Azazel revivido, enviándolos a ambos cayendo en picado al desierto. 
Lars se reúne con una Alisa ahora segura, que ha sido reparada por Lee desde su destrucción anterior, y va a otra misión. Raven desentierra el cuerpo de Jin en el desierto y nota que Jin todavía tiene la marca del Diablo en su brazo, lo que implica que la desaparición de Azazel no lo liberó del Gen del Diablo.

## Banda sonora
Tekken 6 cuenta con un gran elenco de compositores, incluidos: Rio Hamamoto, Ryuichi Takada, Keiichi Okabe, Kazuhiro Nakamura, Shinji Hosoe , Yoshihito Yano, Ayako Saso, Go Shiina, Satoru Kōsaki, Akitaka Tohyama, Hitoshi Sakimoto, Masaharu Iwaimi Noriyuki Kamikura, Azusa Chiba, Kimihiro Abe, Mitsuhiro Kaneda, Keigo Hoashi, Keiki Kobayashi y Kakeru Ishihama. Se lanzaron dos bandas sonoras basadas en el juego principal y el puerto de PSP. Shiina estaba a cargo de las pistas de bajo perfil. 
En retrospectiva, recuerda haber disfrutado de la música del juego, sobre todo al reorganizar pistas y componer un tema para Alisa.

## Personajes
El juego presenta un total de 39 personajes jugables originales en Tekken 6 en la versión arcade y 41 en Bloodline Rebellion y la versión de consola. Se introducen siete nuevos personajes en Tekken 6, pero dos no son jefes jugables, y en "Bloodline Rebellion" y la versión de consola dos personajes adicionales. Casi todo Tekken 5 / Tekken 5: Dark Resurrection se ha agregado a Tekken 6. Solo Jinpachi Mishima y Jack-5 no están allí.

### Nuevos personajes
- Alisa Bosconovitch: Androide, que también puede usar sus propios brazos y cabeza como armas.
- Azazel: Un monstruo gigante y el jefe final del juego.
- Bob Richards: Un estadounidense que era conocido como un genio de las artes marciales. Sin embargo, al no poder derrotar a oponentes más grandes, desapareció del mundo de la lucha decidido a aumentar su peso y poder sin dejar de mantener la velocidad. Bob entra en el 6.º Torneo del Rey del Puño de Hierro para probar sus nuevas habilidades y tamaño. Su nombre completo es "Robert Richards".
- Jack-6: Un nuevo modelo de la serie de robots Jack, construido para la G-Corporation de Kazuya.
- Lars Alexandersson: Hijo ilegítimo de Heihachi Mishima y líder de la rebelión Mishima-Zaibatsu. Es el protagonista de la campaña.
- Leo Kliesen: Una luchadora alemana. Está destinada a ser un personaje que pueda ser interpretado tanto por principiantes como por jugadores experimentados. La muerte de la madre de Leo a manos de Kazuya Mishima impulsa a Leo a comenzar a investigar el Mishima Zaibatsu. Su nombre completo es "Eleonor Kliesen".
- Miguel Caballero Rojo: Matador español con pasión por la lucha pero sin verdadera disciplina. Miguel quiere vengarse de Jin y Mishima Zaibatsu por causar la muerte de su hermana en su boda.
- NANCY-MI847J: El jefe de bonificación del juego. NANCY es una creación robótica gigante de Mishima Zaibatsu, como los robots Jack.
- Zafina: Una mujer que ingresa al torneo para evitar el choque de las "dos estrellas malvadas".

### Personajes que regresan
- Anna Williams
- Armor King II
- Asuka Kazama
- Baek Doo San
- Bruce Irvin
- Bryan Fury
- Christie Monteiro
- Craig Marduk
- Devil Jin
- Eddy Gordo
- Feng Wei
- Ganryu
- Heihachi Mishima
- Hwoarang
- Jin Kazama
- Julia Chang
- Kazuya Mishima
- King II
- Kuma II
- Lee Chaolan
- Lei Wulong
- Lili De Rochefort
- Ling Xiaoyu
- Marshall Law
- Mokujin
- Nina Williams
- Panda
- Paul Phoenix
- Raven
- Roger Jr.
- Sergei Dragunov
- Steve Fox
- Wang Jinrei
- Yoshimitsu

## Jugabilidad
Tekken 6 presenta escenarios más grandes con más interactividad que sus predecesores, incluyendo paredes o pisos que se pueden romper para revelar nuevas áreas de lucha. La característica de personalización de personajes se ha mejorado y ciertos elementos tienen implicaciones en algunos aspectos del juego. 
Un nuevo sistema Rage da a los personajes más daño por golpe cuando su vitalidad está por debajo de cierto punto. Una vez activado, aparece un aura de energía rojiza alrededor del personaje y su barra de salud comienza a parpadear en rojo. El aura de Rage se puede personalizar con diferentes colores y efectos para que parezcan fuego, electricidad y hielo, entre otros. Otra característica de juego recién agregada es el sistema "vinculado". Cada personaje tiene varios movimientos que cuando se usan en un combo de malabares harán que el oponente se estrelle con fuerza contra el suelo, haciéndolo rebotar en un estado aturdido, dejándolo vulnerable a otro combo o un ataque adicional. A partir de laactualización Bloodline Rebellion, detener con éxito un ataque bajo también pondrá al personaje en un estado de atadura.
Las versiones de consola (excluyendo la versión de PSP) incluyen un modo beat 'em up adicional titulado "Campaña de escenario", que tiene similitudes con los modos "Tekken Force" y "Devil Within" de entregas anteriores. En este modo, el jugador puede moverse libremente en un entorno similar al de un juego de rol en tercera persona. Los jugadores también pueden recoger armas como postes y pistolas Gatling, junto con elementos que se puedensaquear, dinero y potenciadores que se pueden encontrar dentro de cajas que se encuentran dispersas por todo el entorno de juego. Los jugadores pueden moverse libremente entre peleas, pero cuando se encuentran con un grupo de enemigos, el juego cambia al estilo tradicional de Tekken bidimensional. Este modo originalmente solo incluía un jugador fuera de línea, pero el 18 de enero de 2010, Namco lanzó un parche que permite el modo cooperativo en línea para la Campaña de escenarios. 
Ambas versiones del juego para PlayStation 3 y Xbox 360 incluyen un modo en línea versus multijugador en PlayStation Network y Xbox Live. Incluye el modo Partidas clasificatorias, donde el jugador puede promover a su personaje a un rango superior, y el modo Partidas de jugador, donde las peleas del jugador no están clasificadas y pueden invitar a amigos a tener partidos con ellos.
El juego utiliza un motor de gráficos patentado que funciona a 60 cuadros por segundo, así como un motor de físicadinámica llamado "Octave Engine", que simula la dinámica de fluidos y, entre otras cosas, permite que el agua se comporte de manera realista de acuerdo con cómo se mueven los personajes. El motor gráfico ha sido diseñado con un enfoque en la animación de personajes para que los movimientos parezcan más suaves y realistas. Esto llevó a que se rehicieran muchas animaciones para reflejar el impacto y el daño causado o para crear nuevas posibilidades en el juego. Los desarrolladores consideraban que la animación era extremadamente importante para un juego de lucha y querían que el juego "se viera bien en movimiento", mientras que las entregas anteriores habían sido diseñadas para "verse bien en tomas fijas". Desde Bloodline Rebellion, el juego ha admitido el desenfoque de movimientodinámico de cuerpo completo, lo que convierte a Tekken 6 en el primer juego de lucha en hacerlo.

## Producción & Desarrollo
La revista japonesa de juegos Famitsu anunció por primera vez en abril de 2006 queTekken 6 iba a ser desarrollado para PlayStation 3. El primer tráiler fue revelado en la conferencia de prensa del E3 de Sony ese año.  Según Video Games Daily, los comentarios del primer tráiler fueron negativos. Sin embargo, el director del proyecto, Katsuhiro Harada, dijo que en ese momento el equipo no estaba trabajando en Tekken 6 a tiempo completo porque estaban ocupados desarrollando Tekken Dark Resurrection. La principal preocupación de Harada con Tekken 6 era que atraía a los recién llegados y a los jugadores mayores. El juego fue lanzado en las salas de juegos japonesas el 26 de noviembre de 2007. Fue el primer juego que se ejecutó en el tablero de juegos de juegos System 357 basado en PlayStation 3. Harada dijo que Namco decidió hacer una entrega de Tekkenpara Xbox 360 debido a múltiples solicitudes de los fanáticos. La respuesta al juego de arcade original fue muy positiva, pero Harada dijo que el equipo tenía como objetivo hacer más mejoras para atraer nuevos jugadores. Señaló que los comentarios del lanzamiento de la sala de juegos en Japón habían superado a los de los títulos anteriores. Para la versión actualizada, el equipo quería incluir más personajes jugables que en Tekken 5, hacer que las técnicas fueran únicas y más intuitivas y hacer que las peleas fueran lo más brutales posible.
Sin embargo, Harada reveló que habían encontrado dificultades para equilibrar el elenco. Como resultado, Namco tomó notas de las victorias de los personajes en las salas de juego originales y modificó el reparto y reequilibró el juego. Para hacer las batallas más estratégicas, se creó el sistema Rage. Otro elemento nuevo es el uso de elementos por parte de los personajes. Si bien Harada no encontró esto tan único como el Rage System, sintió que agregaba más al factor de diversión de las batallas. Al igual que algunos juegos de la serie Mortal Kombat, Tekken 6 se destaca por agregar el elemento que permite a los jugadores arrojar enemigos a otra área del escenario. Esto se agregó para crear combos más largos si el jugador tiene la oportunidad, no con el único propósito de infligir más daño. Un obstáculo importante en la producción del juego fue la idea de Namco de incluir modos de juego que permitieran cuatro personajes simultáneos. Esto requirió una revisión importante, especialmente para el modo en línea. Evitaron esto para el spin-off Tekken Tag Tournament, que solo permitía el uso alterno de cuatro luchadores. El director Yuichi Yonemori también señaló que el equipo quería acelerar las peleas mientras agregaba estas nuevas mecánicas. Para proporcionar más variedad, a cada escenario que se podía destruir se le dio su propio efecto de sonido y cada personaje también tenía el suyo. 
El 23 de octubre de 2009, Namco Bandai lanzó un Game Space con temática de Tekken 6 en la versión norteamericana de PlayStation Home. Tekken 6: Bloodline Rebellion se lanzó por primera vez como Tekken 6 a los arcades japoneses el 18 de diciembre de 2008. Presentaba nuevos personajes, etapas, elementos y opciones de personalización y le dio al juego una actualización de equilibrio de sus personajes y elementos. La versión de consola de Tekken 6 se basa en esta versión arcade y se lanzó para consolas, pero con el nombre de Tekken 6. En octubre de 2009, Namco anunció que el desarrollo del juego se había completado y que se lanzaría para las consolas PlayStation 3 y Xbox 360. Los elementos en línea de Tekken 6 se basaron en los de Tekken: Dark Resurrection. Harada anunció que la lista del juego sería la más grande de la serie, y que después de Tekken 3 estaban prestando especial atención para asegurarse de que cada personaje sea único en apariencia, personalidad y técnicas y no se superponga con otros personajes pedidos anticipados del juego incluían un libro de ilustraciones y un controlador inalámbrico.
Esta nueva versión presenta dos nuevos personajes: Alisa Bosconovitch, un androide construido con la imagen de la hija fallecida del Doctor Geppetto Bosconovitch, y Lars Alexandersson, hijo ilegítimo de Heihachi Mishima y líder de una facción rebelde de Tekken Force que lucha contra la tiranía de Jin. Esta expansión también presenta una serie de nuevos elementos y opciones de personalización para que los personajes los usen durante las peleas. A diferencia de los juegos de consola anteriores, todos los personajes se desbloquean cuando comienza el juego. Harada dijo que la razón detrás de esto era su creencia de que desbloquear personajes estaba desactualizado y que los jugadores en línea encontrarían a sus personajes favoritos más rápido. 
A diferencia de otros personajes nuevos de Tekken 6 que se basaron en las opiniones de los fanáticos, tanto Lars como Alisa fueron creados con un enfoque diferente, enfocándose en su importancia para la historia del juego. Como resultado, en la versión arcade de Tekken 6, la mayor parte de la identidad de Lars se mantuvo como un misterio, dejándolo en el modo Campaña de Escenario de las versiones de consola para explicar su papel en la serie, con Harada bromeando sobre su posible ataque efectivo a Jin Kazama. La caracterización de Jin cambió de antihéroe a villano, algo que Harada había estado planeando desarrollar durante años. Sin embargo, su cambio de personalidad siguió siendo un secreto para explorar en la historia. Harada se refirió a la Campaña de escenarios como una adición lógica al juego. Él cree que la franquicia es conocida por incluir contenido adicional en cada entrega, además de ser una recreación del juego de arcade. Dijo que el modo estaba destinado a ayudar al juego a atraer a una audiencia más amplia. 
Varios artistas se unieron al equipo para crear nuevos atuendos para algunos personajes: Lars, Jin, Kazuya y Zafina también recibieron atuendos adicionales diseñados por Masashi Kishimoto, Clamp, Takayuki Yamaguchi y Mutsumi Inomata, respectivamente. Trajes para Anna Williams y Asuka Kazama fueron hechos por Mamoru Nagano, e Ito Ogurehizo uno para Lili De Rochefort. 
Aunque la campaña de escenarios se eliminó del puerto de PlayStation Portable, los desarrolladores agregaron información de fondo para los personajes en el modo arcade. Makoto Iwai, director de operaciones de Namco Bandai, dijo que los desarrolladores intentaron que la PlayStation Portable tuviera tanto contenido como las versiones originales de la consola. Por esta razón, el puerto PSP tiene nuevos modos y etapas que no estaban presentes en el original. A finales de 2009, Harada insinuó la posibilidad de que el juego tuviera contenido descargable, pero dijo que siempre que fuera posible estaría disponible de forma gratuita. En enero de 2019, Tekken 6 se pudo reproducir en Xbox One, gracias a su función de compatibilidad con versiones anteriores.
- Datos: Q2664972